# Myślęcińska Kolej Parkowa
Myślęcińska Kolej Parkowa – kolej parkowa w Bydgoszczy funkcjonująca w latach 1996-2011, jako atrakcja turystyczna Leśnego Parku Kultury i Wypoczynku w Myślęcinku.

## Historia
Kolej wąskotorowa w Myślęcinku powstała 1 maja 1996 roku. Jej infrastruktura kolejowa została zbudowana z elementów po zlikwidowanych Bydgoskich Kolejach Dojazdowych oraz w mniejszym stopniu z materiałów pozyskanych ze Żnińskiej Kolei Powiatowej.
Początkowo pociągi Myślęcińskiej Kolei Parkowej kursowały na trasie Bydgoszcz Las Gdański - Bydgoszcz Myślęcinek. 1 maja 2001 roku linię przedłużono do stacji Zacisze.
8 września 2011 roku spaliła się lokomotywownia wraz ze znajdującymi się w niej pojazdami. W związku z utratą taboru kolejowego przez Myślęcińską Kolej Parkową ruch na linii został wstrzymany.
29 września 2011 roku właściciele linii podjęli decyzję o jej likwidacji. Jesienią 2013 linia została fizycznie zlikwidowana przy aprobacie władz miejskich.
31 stycznia 2023 na dawnej stacji Bydgoszcz Myślęcinek postawiono odrestaurowaną zewnętrznie lokomotywę typu Wls.

## Tabor
Tabor Myślęcińskiej Kolei Parkowej stanowiły:
- dwie lokomotywy spalinowe Wls40, pozyskane z Bydgosko-Wyrzyskich Kolei Dojazdowych (stylizowane na parowozy);
- trzy wagony letniaki otwarte, pozyskane z Bydgosko-Wyrzyskich Kolei Dojazdowych;
- dwa wagony letniaki zamknięte, pozyskane ze Żnińskiej Kolei Powiatowej;
- jeden wagon zimowy Bxhi, pozyskany ze Żnińskiej Kolei Powiatowej;
- jeden wagon platformowy pozyskany ze Bydgosko-Wyrzyskich Kolei Dojazdowych;
- jeden wagon motorowy MBxc1-42 z 1934 roku.